# Sex oral

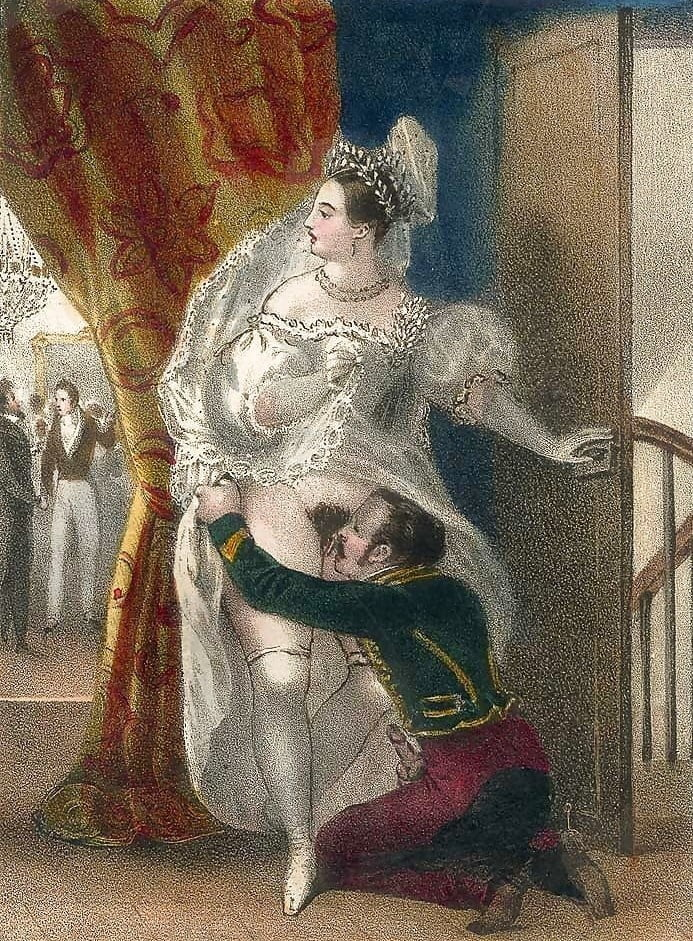
Pictură ce arată un bărbat performând cunilingus unei femei.

Sexul oral este o activitate sexuală ce implică stimularea organelor genitale ale unei persoane de către o alta prin utilizarea gurii (incluzând buzele, limba sau dinții) și a gâtului. Cunilingusul este sexul oral efectuat asupra vulvei sau vaginului, iar felația este sexul oral efectuat asupra penisului. Anilingusul, o altă formă de sex oral, este reprezentat de stimularea anusului. Stimularea orală a altor părți ale corpului, cum ar fi prin sărutat sau lins, nu este considerată a fi sex oral.
Sexul oral poate fi utilizat ca foreplay pentru a stârni excitația de natură sexuală înainte de alte activități sexuale (cum ar fi sexul vaginal sau anal), sau ca o activitate erotică și intimă luată de una singură. La fel ca majoritatea formelor de activitate sexuală, sexul oral prezintă riscul de a contracta infecții cu transmitere sexuală (ITS/BTS). Totuși, riscul de transmitere în cazul sexului oral, în special în cazul HIV, este semnificativ mai mic decât în cazul sexului vaginal sau anal.
Sexul oral este des privit ca fiind un tabu, dar majoritatea țărilor nu au legi care să îl interzică. De obicei, oamenii nu văd sexul oral ca afectând virginitatea oricărui dintre parteneri, deși opiniile pot să varieze. Oamenii pot de asemenea să aibă sentimente negative sau inhibiții sexuale despre actele de a face sau a primi sex oral, sau pot refuza pur și simplu să le practice.

## Practica
Sexul oral poate fi practicat de oameni de orice orientare sexuală.

### Păstrarea virginității

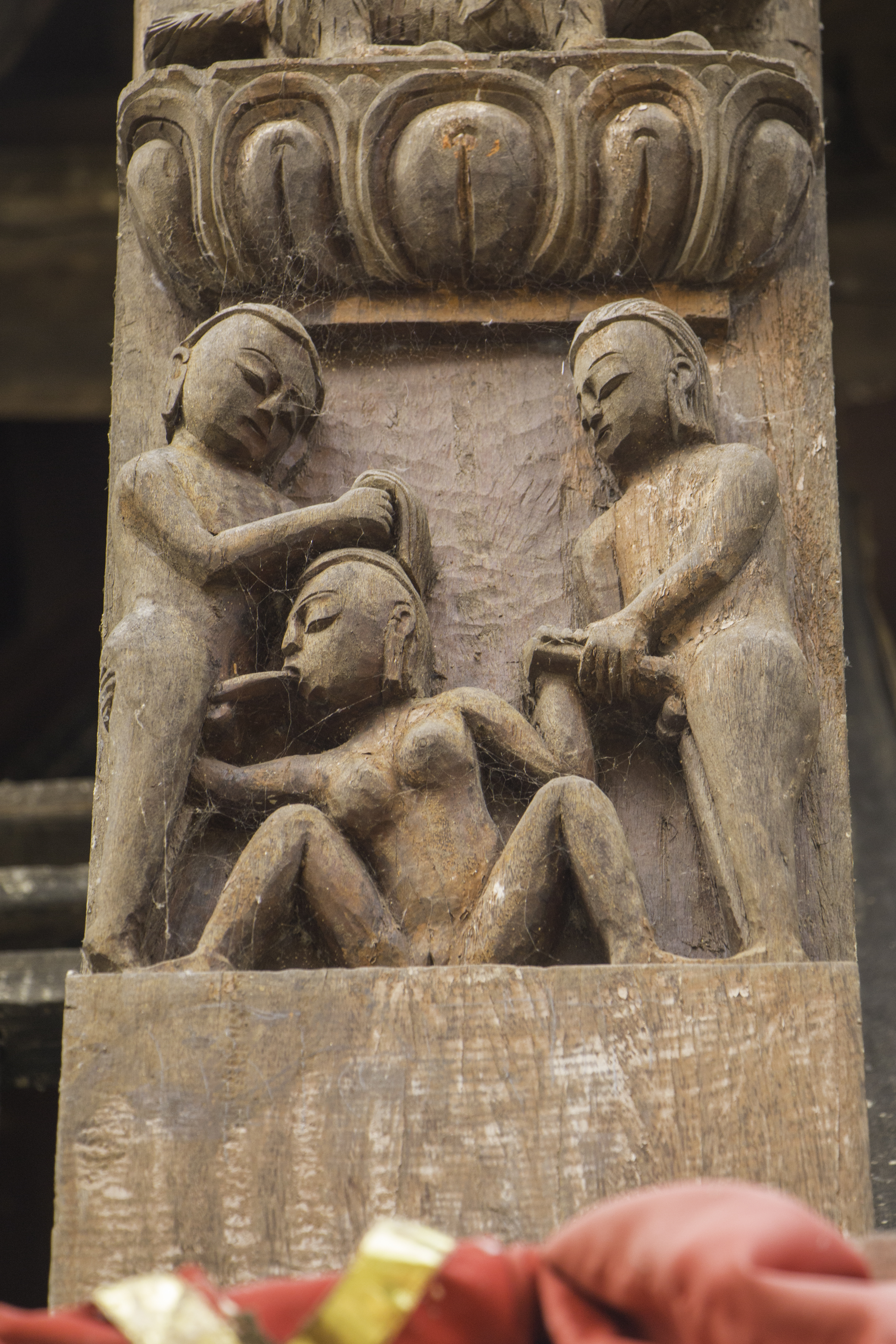
Sculpură din secolul 17 arătând o femeie practicând sexul oral cu doi bărbați. De pe peretele Templului Umamaheshwor de la Kritipur.

Sexul oral este des folosit ca un mod de păstrare a virginității, în special în rândul perechilor heterosexuale; aceasta este numită uneori virginitate tehnică (care mai include și sexul anal, masturbarea reciprocă și alte acte sexuale nepenetrative, dar exclude sexul penilo-vaginal). Conceptul de "virginitate tehnică" sau abstinență sexuală prin sex oral este popular printre adolescenți.
Bărbații gay care văd sexul oral ca o modalitate de a-și păstra virginitățile văd penetrația penilo-anală ca rezultând în pierderea virginității, în timp ce alți bărbați gay pot defini sexul oral ca activitatea lor sexuală principală. În contrast, perechile lesbiene adesea văd sexul oral sau utilizarea degetelor în acte sexuale ca rezultând în pierderea virginității, dar totuși, definițiile pierderii virginității variază și între lesbiene.

### Contracepția și sexul sigur
Sexul oral nu poate rezulta într-o sarcină de unul singur și cuplurile heterosexuale pot practica sexul oral ca metodă de contracepție. Pentru ca concepția să aibă loc, sperma de la penis trebuie să ajungă în uter și la trompele uterine și să fertilizeze ovulul. La oameni, nu există nicio conexiune între aparatul digestiv și aparatul reproducător, iar sperma ingerată de către femeie ar fi omorâtă și distrusă de acizii din stomacul ei și de proteinele din intestinul ei subțire. Produșii rezultați sunt apoi absorbiți, reprezentând o cantitate neglijabilă de nutrienți. Totuși, există un potențial risc de sarcină dacă sperma ajunge în contact cu zona vaginală prin orice mod, cum ar fi ca lichidul ejaculat să ajungă pe degete, mâini sau alte părți ale corpului, care apoi să facă contact cu zona vaginală.
Sexul oral nu este neapărat o metodă bună de a preveni infecțiile cu transmitere sexuală (ITS), deși unele forme de ITS sunt răspândite mai rar prin acestă metodă, iar sexul oral a fost recomandat ca o formă de sex sigur. În Statele Unite, nicio barieră menită pentru protecția în timpul sexului oral a fost evaluată ca fiind efectivă de către Food and Drug Administration. Totuși, metodele de protecție precum prezervativele (petru felație) sau diga pentru cunilingus pot oferi o anumită protecție în timpul sexului oral.
Sexul oral ar trebui să se limiteze la zonele protejate. O digă improvizată poate fi confecționată dintr-un prezervativ sau dintr-o mănușă din latex sau nitril, dar utilizarea unei digi cumpărate este preferabilă; aceasta se datorează faptului că digile de pe piață acoperă o suprafață mai mare, evită accidentele cauzate de "alunecatul" în afara suprafeței acoperite și evită riscul pe care cele improvizate îl au de a fi tăiate sau găurite accidental cu foarfeca. Folia de plastic poate de asemenea fi folosită ca o barieră în timpul sexului oral, dar nu există vreun studiu științific care să arate definitiv cât de eficientă este în a preveni transmiterea bolilor. Anumite feluri de folie de plastic sunt făcute pentru a putea fi folosite în cuptorul cu microunde și au pori car se deschid de la căldură, dar, de asemenea, nu există cercetări științifice care să arate efectul pe care aceștia îl au asupra transmiterii bolilor când acestea sunt folosite în timpul sexului oral.

### Răspândire
Un raport din septembrie 2005 de la Centrul Național pentru Statistici în Sănătate (în engleză National Center for Health Statistics) a fost baza unui articol din ediția din 26 septembrie 2005 a revistei Time. Raportul se bazează pe un studiu computerizat la care au participat peste 12,000 de americani cu vârstele între 15 și 44 de ani, și spune că mai mult de jumătate dintre adolescenții intervievați au participat la sex oral. În timp ce unele surse de știri l-au interpretat ca o dovadă că sexul oral în rândul adolescenților "este în creștere", acesta a fost primul studiu cuprinzător de acest fel care să examineze problema. Centrele pentru Prevenirea și Controlul Bolilor (CDC) din SUA au declarat în 2009 că: "Studiile indică faptul că sexul oral este des practicat de către cuplurile active din punct de vedere sexual de vârste variate, fie ele alcătuite din bărbați sau femei, sau persoane de același gen, incluzând și adolescenții." Cercetările arată de asemenea că "bărbații au o probabilitate mai mare de a fi primit sex oral decât femeile, În timp ce proporții egale de bărbați și de femei au dat sex oral."

## Riscuri pentru sănatate și alte studii

### Infecții cu transmitere sexuală
Chlamydia, pampilomavirusul uman (HPV), sifilisul, gonoreea, herpesul, hepatita (multiple tulpini) și alte infecții cu transmitere sexuală (ITS), pot fi transmise prin sexul oral.  Orice schimb de lichide corporale cu o persoană infectată cu HIV, virusul care cauzează SIDA, este un risc de infecție. Riscul de a capta o ITS este totuși considerat în general a fi semnificativ mai mic în cazul sexului oral decât în cel al sexului vaginal sau anal, cu transmiterea HIV fiind considerată a avea cel mai mic risc dintre aceste boli.
Riscul de transmitere al ITS este mai mare dacă partenerul care primește are răni pe organele sale genitale, sau dacă partenerul care oferă răni sau inflamații în gura sau pe buzele sale, sau dacă are sângerări gingivale. Spălarea dinților, utilizarea aței dentare sau mersul la dentist la scurt timp înainte sau după oferirea de sex oral poate de asemenea să mărească riscul de transmitere, deoarece toate aceste activități pot să cauzeze mici zgârieturi pe suprafața gurii. Aceste răni, chiar și când sunt microscopice, măresc șansele de a contracta ITS care se pot transmite oral. Acest fel de contact poate să conducă și la infecții comune cauzate de bacteriile și virusurile găsite în, în jurul și secretate din zonele genitale. Din cauza acestor factori, sursele medicale recomandă utilizarea prezervativelor sau a altor bariere de protecție în timpul sexului oral cu un partener despre care nu se știe dacă suferă de ITS.

### Legătura cu HPV și cu cancerul oral
Au fost găsite legături între sexul oral și cancerul oral la oamenii infectați cu papilomavirus (HPV). În 2005, un studiu de la Facultatea de Odontologie din cadrul Universității Malmö a sugerat că sexul oral neprotejat cu o persoană care este infectată cu HPV ar putea crește riscul de cancer oral. Studiul a găsit că 36 la sută dintre pacienții suferitori de cancer aveau HPV în comparație cu doar 1 la sută din grupul martor sănătos.
Un alt studiu din The New England Journal of Medicine sugerează o corelație între sexul oral și cancerul la gât. Se crede că acesta se datorează transmiterii HPV, un virus care a fost implicat în majoritatea cancerelor cervicale și care a fost detectat în țesutul tumoral din gât oamenilor în numeroase studii. Studiul încheie spunând că oamenii care au avut de la unul la cinci parteneri de sex oral în viața lor au avut un risc aproximativ dublu de cancer al gâtului comparativ cu cei care nu s-au angajat niciodată în acestă activitate, iar cei cu mai mult de cinci parteneri de sex oral au avut un risc cu 250 la sută mai mare.

### Scăderea ratei de avort spontan
Felația poate reduce riscul de avort spontan prin inducerea unei toleranțe imunologice la femeie prin expunerea la la proteinele din lichidul seminal al partenerului, un proces cunoscut sub numele de toleranță paternă. În timp ce orice fel de expunere la sperma partenerului pare să scadă șansele unei femei de a suferi de varioasele afecțiuni imunologice care se pot întâmpla în timpul sarcinii, toleranța imunologică a putut fi obținută cel mai repede prin introducerea orală și absorbția gastrointestinală a spermei. Recunoscând că unele dintre studii au putut avea și anumiți factori inducători de confuzie, cum ar fi posibilitatea ca femeile care practică des felația și înghit sperma de asemenea participă mai des și la sex, cercetătorii au spus totuși că, oricum, "datele, în marea lor majoritate, suportă teoria principală" din spatele studiilor—aceea că expunerea repetată la sperma unui bărbat stabilește toleranța imună în mamă necesară pentru o sarcină sigură.

## Păreri culturale

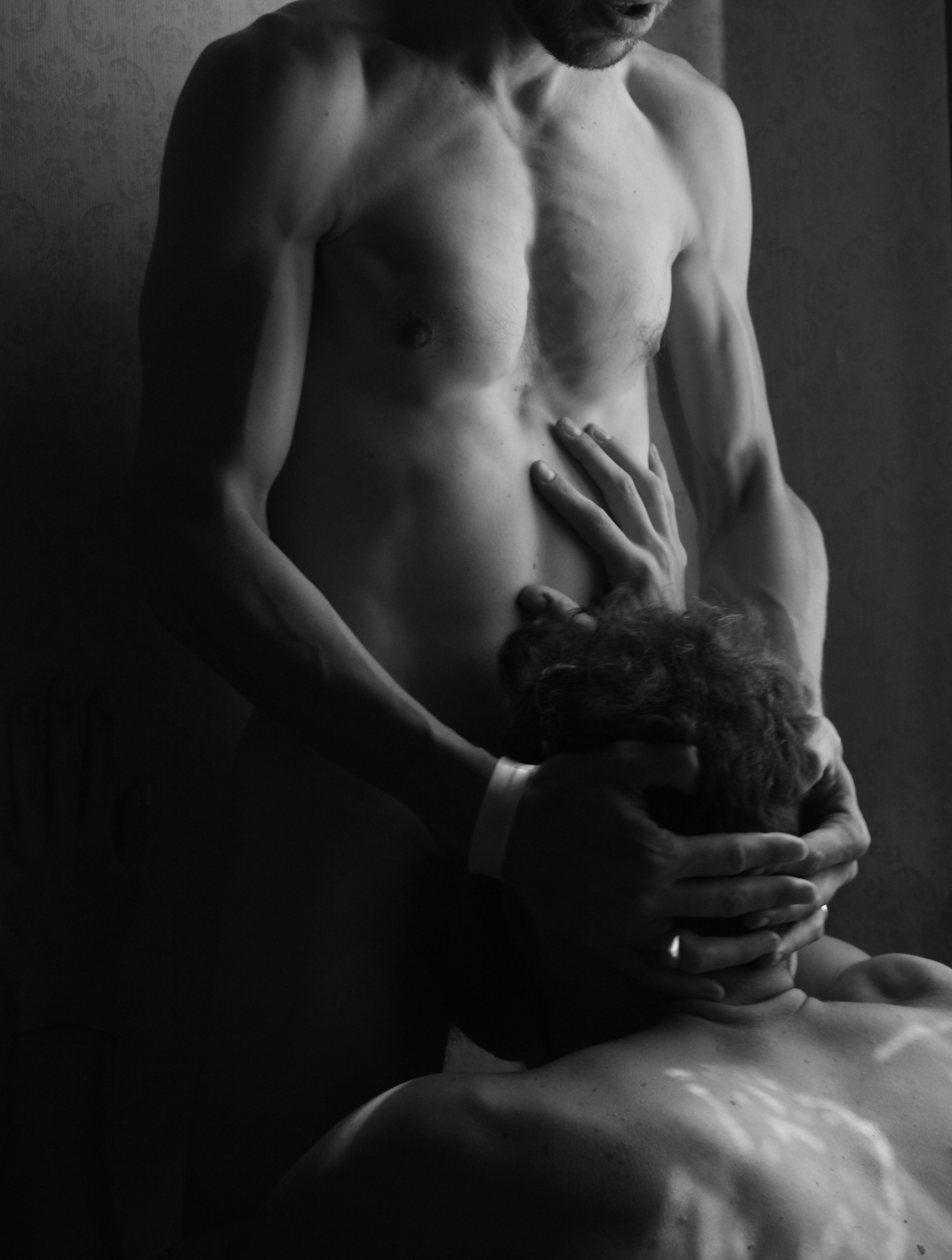
Bărbați practicând felația

Părerile culturale despre sexul oral variază de la dezgust la mare respect. Acesta, și în special felația, au fost considerate ca fiind tabu, sau cel puțin erau descurajate, în multe dintre culturile și părțile lumii. Legile din anumite jurisdicții privesc sexul oral ca fiind o formă de sex penetrativ în cazul infracțiunilor de natură sexuală, dar majoritatea țărilor nu au legi care să îl interzică ca simplu act, spre deosebire de sexul anal sau sexul extraconjugal.
În Roma Antică, felația era considerată a fi un tabu profund. Actel sexuale erau văzute din unghiul supunerii și controlului. Aceasta se poate vedea din cele două cuvinte din latină pentru act: irrumare (a penetra oral), și fellare (a fi penetrat oral). În acest sistem, se considera a fi dezgustător ca un bărbat să practice felația, deoarece asta ar fi însemnat că el era penetrat (controlat), în timp ce a primi felație de la o femeie sau de la un alt bărbat dintr-o clasă socială mai joasă (cum ar fi un sclav sau un datornic) nu era umilitor. Romanii priveau sexul oral ca fiind mult mai aducător de rușine decât, de exemplu, sexul anal – despre cei despre care se știa că îl practică se spunea că au respirația urât mirositoare și adeseori nu erau bineveniți ca oaspeți la masă.
Spre deosebire de punctele de vedere istorice în privința felației, cunilingusul era văzut ca fiind o practică împlinitoare din punct e vedere spiritual în taoismul chinezesc, în care se spune că are capacitatea de a lungi viața. În culturile vestice din prezent, sexul oral este des practicat printre adolescenți și adulți.

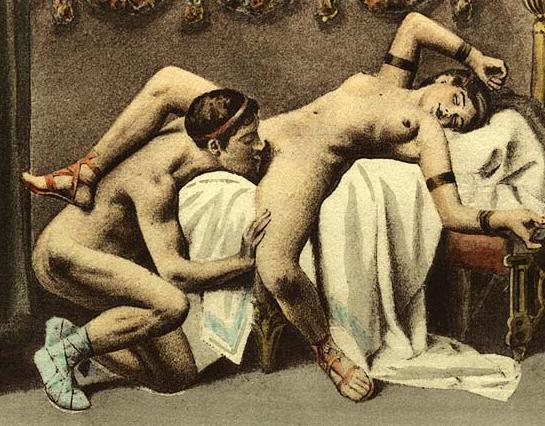
O pictură din secolul 19 ce arată un bărbat performând cunilingus pentru o femeie

Oamenii dau diverse motive pentru dezagrearea lor față de sexul oral. Unii spun că deoarece nu rezultă în reproducere, nu este un lucru natural. Alții îl găsesc a fi mai puțin intim pentru că nu este un lucru care să se facă față în față, sau cred că este un lucru umilitor sau neigienic; Opiniile că este un lucru umilitor sau neigienic sunt, cel puțin în unele cazuri, legate de simbolismul atașat diferitelor părți ale corpului. În opoziție cu aceste puncte de vedere, unii oameni cred că sexul oral "este unul dintre cele mai intime lucruri pe care un cuplu le poate face pentru că cere încredere totală și vulnerabilitate."
Deși se crede adesea că actele sexuale lesbiene implică cunilingus pentru toate femeile care fac sex cu alte femei (în engleză women who have sex with women - abreviat WSW), unele îl evită din cauză că nu le place experiența sau din cauza unor factori psihologici sau sociali, cum ar fi că găsesc activitatea a fi neigienică. Alte femei de acest fel cred că acesta este o necesitate sau că acesta este o mare parte din activitatea sexuală lesbiană. Cuplurile lesbiene au o probabilitate mai mare de a considera dezagrementul unei femei față de cunilingus ca o problemă decât cuplurile heterosexuale, și se întâmplă des ca acestea să se ducă la terapie pentru a trece peste inhibițiile legate de acesta.